# Campionat Sud-americà de futbol de 1949
El Campionat sud-americà de futbol de 1949 es disputà i fou guanyat pel Brasil. Paraguai acabà finalista. Aquest campionat acabà amb 27 anys consecutius sense cap títol oficial de la selecció brasilera. El darrer títol havia estat l'any 1922. Argentina abandonà la competició. Jair Rosa Pinto fou el màxim golejador amb nou gols.

## Estadis
| Rio de Janeiro    | Rio de Janeiro    | São Paulo           | Santos               | Belo Horizonte    |
| ----------------- | ----------------- | ------------------- | -------------------- | ----------------- |
| General Severiano | São Januário      | Estádio do Pacaembu | Estádio Vila Belmiro | Sete de Setembro  |
| Capacitat: 30.000 | Capacitat: 25.000 | Capacitat: 71.281   | Capacitat: 16.798    | Capacitat: 30.000 |
|                   |                   |                     |                      |                   |

## Ronda final
| Equip    | PJ | PG | PE | PP | GF | GC | DG  | Pts |
| -------- | -- | -- | -- | -- | -- | -- | --- | --- |
| Brasil   | 7  | 6  | 0  | 1  | 39 | 7  | +32 | 12  |
| Paraguai | 7  | 6  | 0  | 1  | 21 | 6  | +15 | 12  |
| Perú     | 7  | 5  | 0  | 2  | 20 | 13 | +7  | 10  |
| Bolívia  | 7  | 4  | 0  | 3  | 13 | 24 | −11 | 8   |
| Xile     | 7  | 2  | 1  | 4  | 10 | 14 | −4  | 5   |
| Uruguai  | 7  | 2  | 1  | 4  | 14 | 20 | −6  | 5   |
| Equador  | 7  | 1  | 0  | 6  | 7  | 21 | −14 | 2   |
| Colòmbia | 7  | 0  | 2  | 5  | 4  | 23 | −19 | 2   |

| Brasil                                                                                       | 9–1 | Equador     |
| -------------------------------------------------------------------------------------------- | --- | ----------- |
| Tesourinha 3', 42' · Octavio 10' · Jair 13', 35' · Simão 16', 25' · Zizinho 67' · Ademir 88' |     | Cuchuca 18' |

| Bolívia                                | 3–2 | Xile                      |
| -------------------------------------- | --- | ------------------------- |
| Ugarte 59' · Godoy 77' · Gutiérrez 79' |     | Riera 30' · Salamanca 71' |

| Paraguai                            | 3–0 | Colòmbia |
| ----------------------------------- | --- | -------- |
| López Fretes 21', 72' · Benítez 35' |     |          |

| Perú                                        | 4–0 | Colòmbia |
| ------------------------------------------- | --- | -------- |
| Pedraza 22', 90' · Drago 47' · Castillo 85' |     |          |

| Paraguai    | 1–0 | Equador |
| ----------- | --- | ------- |
| Barrios 89' |     |         |

| Brasil                                                                                  | 10–1 | Bolívia    |
| --------------------------------------------------------------------------------------- | ---- | ---------- |
| Nininho 16', 39', 86' · Jair 17' · Zizinho 25', 80' · Cláudio 49', 84' · Simão 71', 79' |      | Ugarte 75' |

| Brasil                           | 2–1 | Xile                          |
| -------------------------------- | --- | ----------------------------- |
| Zizinho 20' · Cláudio 49' (pen.) |     | López 89' (pen.) · Flores 40' |

| Uruguai                      | 3–2 | Equador                  |
| ---------------------------- | --- | ------------------------ |
| Castro 15', 85' · Moreno 30' |     | Arteaga 35' · Vargas 40' |

| Paraguai                                         | 3–1 | Perú      |
| ------------------------------------------------ | --- | --------- |
| Barrios 38' (pen.) · Arce 56' · López Fretes 67' |     | Drago 89' |

| Brasil                                                                 | 5–0 | Colòmbia |
| ---------------------------------------------------------------------- | --- | -------- |
| Tesourinha 20' · Canhotinho 24' (pen.) · Orlando 44' · Ademir 47', 87' |     |          |

| Xile     | 1–0 | Equador |
| -------- | --- | ------- |
| Rojas 4' |     |         |

| Bolívia                                           | 3–2 | Uruguai                   |
| ------------------------------------------------- | --- | ------------------------- |
| Ugarte 47' (pen.) · Algañaraz 57' · Gutiérrez 66' |     | Moll 49' · Betancourt 70' |

| Perú                                                         | 4–0 | Equador |
| ------------------------------------------------------------ | --- | ------- |
| Salinas 26' · Bermeo 36' (p.p.) · Castillo 50' · Pedraza 85' |     |         |

| Xile     | 1–1 | Colòmbia    |
| -------- | --- | ----------- |
| López 8' |     | Berdugo 56' |

| Uruguai         | 2–1 | Paraguai        |
| --------------- | --- | --------------- |
| García 22', 69' |     | Arce 65' (pen.) |

| Brasil                                                                                             | 7–1 | Perú                                  |
| -------------------------------------------------------------------------------------------------- | --- | ------------------------------------- |
| Arce 11' (p.p.) · Augusto 15' · Jair 17', 20' · Simão 54' · Ademir 82' · Orlando 88' · Zizinho 40' |     | Salinas 44' · Calderón 40' · González |

| Bolívia                               | 2–0 | Equador |
| ------------------------------------- | --- | ------- |
| Sánchez 6' (p.p.) · Ugarte 14' (pen.) |     |         |

| Uruguai                  | 2–2 | Colòmbia                       |
| ------------------------ | --- | ------------------------------ |
| Martínez 57' · Ayala 86' |     | Gastelbondo 27' · A. Pérez 81' |

| Perú                                   | 3–0 | Bolívia |
| -------------------------------------- | --- | ------- |
| R. Drago 31', 74' · Heredia 77' (pen.) |     |         |

| Paraguai                         | 4–2 | Xile                     |
| -------------------------------- | --- | ------------------------ |
| Arce 10', 39', 47' · Benítez 23' |     | Cremaschi 8' · Ramos 72' |

| Paraguai                                                 | 7–0 | Bolívia |
| -------------------------------------------------------- | --- | ------- |
| Benítez 30', 40', 41', ?' · Arce 38', ?' · Fernández 59' |     |         |

| Brasil                                                                        | 5–1 | Uruguai    |
| ----------------------------------------------------------------------------- | --- | ---------- |
| Jair 15', 40' (pen.) · Zizinho 24' · Danilo Alvim 79' · Tesourinha 89' (pen.) |     | Castro 12' |

| Perú                             | 3–0 | Xile |
| -------------------------------- | --- | ---- |
| Mosquera 28', 73' · Castillo 58' |     |      |

| Equador                                                     | 4–1 | Colòmbia     |
| ----------------------------------------------------------- | --- | ------------ |
| E. Cantos 23' · Vargas 44' · G. Andrade 49' · Maldonado 74' |     | N. Pérez 27' |

| Perú                                                 | 4–3 | Uruguai                           |
| ---------------------------------------------------- | --- | --------------------------------- |
| Mosquera 19' · Castillo 43' · Gómez Sánchez 57', 60' |     | Moll 58' · Castro 60' · Ayala 85' |

| Bolívia                                               | 4–0 | Colòmbia |
| ----------------------------------------------------- | --- | -------- |
| Godoy 10' · B. Gutiérrez 55' · Rojas 77' · Ugarte 81' |     |          |

| Xile                                    | 3–1 | Uruguai   |
| --------------------------------------- | --- | --------- |
| Infante 75', 83' (pen.) · Cremaschi 88' |     | Ayala 35' |

| Paraguai                 | 2–1 | Brasil         |
| ------------------------ | --- | -------------- |
| Avalos 75' · Benítez 85' |     | Tesourinha 33' |

### Desempat
| Brasil                                                     | 7–0 | Paraguai |
| ---------------------------------------------------------- | --- | -------- |
| Ademir 17', 27', 48' · Tesourinha 43', 70' · Jair 72', 89' |     |          |

| P              |  | Barbosa    |
| D              |  | Augusto    |
| D              |  | Mauro      |
| C              |  | Ely        |
| C              |  | Danilo     |
| C              |  | Noronha    |
| A              |  | Tesourinha |
| A              |  | Zizinho    |
| A              |  | Ademir     |
| A              |  | Jair       |
| A              |  | Simão      |
| Substitucions: |  |            |
| Cap            |  |            |
| Entrenador:    |  |            |
| Costa          |  |            |

| P              |  | García           |  |       |
| D              |  | Alberto González |  |       |
| D              |  | Céspedes         |  |       |
| C              |  | Gavilán          |  |       |
| C              |  | Nardelli         |  |       |
| C              |  | Cantero          |  |       |
| A              |  | Fernández        |  | Surt  |
| A              |  | López Fretes     |  | Surt  |
| A              |  | Arce             |  |       |
| A              |  | Benítez          |  |       |
| A              |  | Vázquez          |  |       |
| Substitucions: |  |                  |  |       |
| A              |  | Barrios          |  | Entra |
| A              |  | Romero           |  | Entra |
| Entrenador:    |  |                  |  |       |
| Fleitas Solich |  |                  |  |       |

## Resultat
| Campionat Sud-americà 1949 |
| -------------------------- |
|                            |
| Brasil Tercer títol        |

## Golejadors
9 gols
- Jair

7 gols
- Ademir
- Tesourinha
- Dionisio Arce
- Jorge Duilio Benitez

5 gols
- Víctor Ugarte
- Pedro de Araújo Simão
- Zizinho

4 gols
- Félix Castillo
- Ramón Castro

3 gols
- Benigno Gutiérrez
- Cláudio Cristovão Pinho
- Nininho
- César López Fretes
- Alfredo Mosquera
- Víctor Pedraza
- Roberto Drago
- Juan Ayala

2 gols
- Benedicto Godoy
- Orlando de Azevedo
- José Vargas
- Marcial Barrios
- Carlos Gómez Sánchez
- Juan Emilio Salinas
- José María García
- Dagoberto Moll
- Raimundo Infante
- Pedro Hugo López
- Atilio Cremaschi

1 gol
- Víctor Celestino Algañaraz
- Nemesio Rojas
- Augusto da Costa
- Canhotinho
- Danilo Alvim
- Octavio Sergio da Costa
- Ulises Ramos
- Fernando Riera
- Carlos Rodolfo Rojas Rojas
- Manuel Salamanca
- Alfredo Pérez
- Fulgencio Berdugo
- Luz Gastelbondo
- Nelson Pérez
- Víctor Arteaga
- Sigifredo Cuchuca
- Enrique Cantos
- Guido Andrade
- Rafael Maldonado
- Enrique Avalos
- Pedro Fernández
- Cornelio Heredia
- Manuel Drago
- Ernesto Betancourt
- Miguel Martínez
- Nelson Moreno

Pròpia porta
- Bermeo (per Perú)
- Carlos Sánchez (per Bolívia)
- Gerardo Arce (per Brasil)